# Gebäude des Ministeriums für Forstwirtschaft
Das Gebäude des Ministeriums für Forstwirtschaft der USSR (ukrainisch Будинок міністерства лісового господарства УРСР) ist ein denkmalgeschütztes Gebäude in der ukrainischen Hauptstadt Kiew.
Das in den Jahren 1952/53 von den Architekten A. Wlassow und A. Sawarow errichtete Eckhaus befindet sich auf dem Chreschtschatyk Nr. 30/1, dem Hauptstadtboulevard Kiews, Ecke Prorisna-Straße (Прорізна вулиця) und wurde für das damalige Ministerium für Forstwirtschaft der USSR erbaut, was ihm seinen Namen gab.
Das Gebäude ist ein markantes Beispiel für Stilrichtungen der 1950er Jahre und seit 1986 ein Architekturdenkmal.
Die Fassade entlang des Chreschtschatyk ist ohne vorspringende Elemente, die Bogenfenster als Abschluss der fünften Etage spiegeln die Form der Fenster des benachbarten Gebäudes der Russischen Außenhandelsbank. Zur Prorisna-Straße hin befindet sich ein vorspringender Portikus mit einem darüber liegenden Balkon, der auf Pfeilern mit korinthischen Kapitellen ruht.

Emblem des Ministeriums für Energie und Kohleindustrie der Ukraine

Heute ist in dem Gebäude das Ministerium für Energie und Kohleindustrie der Ukraine ansässig, im Erdgeschoss zum Chreschtschatyk hin befindet sich die Filiale eines Sportartikelanbieters.